# SB Cambria
Le  SB Cambria est une ancienne barge de la Tamise à gréement à livarde. Ce navire appartient à la Cambria Trust, une association caritative britannique qui s'en sert désormais comme navire-école.

Il est classé bateau historique depuis 1996 par le National Historic Ships UK  et au registre du National Historic Fleet.

## Histoire
Cette Thames sailing barge (en) (barge de la Tamise), construite en 1906, a été la dernière à servir au transport de fret. Son dernier voyage a été effectué en octobre 1970 de Tilbury à Ipswich avec 100 tonnes de tourbe.
Son propriétaire l'a vendue en 1971 à la Maritime Trust. Après la dissolution de cette société en 1987, elle a été déplacée à Sittingbourne en 1996. Rachetée par la Cambria Trust elle est restaurée à Faversham à partir de 2007. Elle est remise à l'eau le 23 mars 2011 pour être utilisée à la formation à la navigation à voile.